# Onésime (Ier siècle)
Pour les articles homonymes, voir Onésime.
Onésime (décédé vers l'an 109) est un esclave, devenu chrétien sous l'influence de saint Paul et rendu à son maitre, Philémon, qui est invité à le recevoir comme « frère dans la foi ». Tout ce qui est connu d'Onésime se trouve dans la lettre de saint Paul à Philémon et dans la Lettre d'Ignace d'Antioche aux Ephésiens. Considéré comme saint par l'Église catholique et par l'Église orthodoxe, il est liturgiquement commémoré le 15 février,.

## Histoire
Onésime était esclave de Philémon, chrétien de Colosses, ville d'Asie Mineure, qui semble responsable de la communauté locale. Prenant la fuite, il se réfugie auprès de Paul, alors en résidence surveillée, qui le convertit et le baptise. 
Paul le considère dès lors comme son « fils dans la foi », un fils d'autant plus cher qu'il l'avait engendré à Dieu « dans les chaînes ». Onésime rend des services à Paul dont la liberté est entravée. Cependant, selon la loi, l'esclave doit être rendu à son maître. Paul renvoie donc Onésime à Philémon, non sans lui confier une lettre invitant celui-ci à l'accueillir comme un « frère dans le Christ » puisque l'esclave a reçu le baptême.  
Voici quelques extraits de la lettre :

« Paul, prisonnier de Jésus-Christ, et Timothée, son frère, à Philémon, notre bien-aimé et coopérateur… grâce à vous et paix de la part de Dieu notre Père et de Notre Seigneur Jésus-Christ… La prière que je vous adresse est pour mon fils Onésime, que j'ai enfanté dans mes chaînes… Je vous le renvoie. Recevez-le comme si c'était moi-même… Et non plus comme un esclave, mais comme un esclave, devenu un frère… J'avais pensé d'abord à le garder auprès de moi, mais je n'ai rien voulu faire sans votre consentement… S'il vous a fait tort ou qu'il vous soit redevable de quelque chose, mettez-le à mon compte. C'est moi, Paul, qui vous le rendrai… Oui, mon frère, procurez-moi cette joie dans le Seigneur… Que la grâce de Notre Seigneur Jésus-Christ soit avec votre esprit. Ainsi soit-il. »

— Épître à Philémon
Saint Ignace d'Antioche le décrit comme "homme d'une indicible charité". Cette lettre ainsi que d'autres traditions nous rapportent que l'apôtre Paul en fit l'évêque d'Ephèse, cité de la côte Ouest de l’Anatolie. Par ailleurs, l'Église orthodoxe le considère comme évêque de Byzance, sur la foi d'une légende du Xe siècle dont le patriarche Photios Ier de Constantinople est peut-être l'auteur. Mais c'est soumis à la torture et lapidé qu'Onésime acheva sa vie à Rome en l'an 109.